# Matthijs de Ligt
Pour les articles homonymes, voir De Ligt.
Matthijs de Ligt (prononcé en néerlandais : [mɑˈtɛis də ˈlɪxt]), né le 12 août 1999 à Leiderdorp aux Pays-Bas, est un footballeur international néerlandais. Il évolue au poste de défenseur central à Manchester United.
Le 2 décembre 2019, il reçoit le trophée Kopa récompensant chaque année le meilleur jeune joueur (de moins de 21 ans) de football au monde.

## Biographie

### Jeunesse
Matthijs de Ligt naît à Leiderdorp, en province de Hollande-Méridionale. Il commence à jouer au football pour le FC Abcoude, club du village d'Abcoude, au sud-est d'Amsterdam.

### Carrière de joueur

#### Ajax Amsterdam
Matthijs de Ligt intègre le centre de formation de l'Ajax Amsterdam en 2008. En 2016, il fait ses débuts avec l'équipe U21 (Jong Ajax) qui évolue en Eerste Divisie (2e division). Il y joue 17 matchs pour 1 but aux côtés de Frenkie de Jong et Abdelhak Nouri. Il est convoqué avec l'équipe première le 21 septembre 2016, pour affronter le Willem II lors d'une rencontre de coupe des Pays-Bas, match remporté 5-0 et lors duquel il est buteur (devenant le deuxième plus jeune buteur du club après Clarence Seedorf). Il fait ses débuts en Eredivisie le 27 novembre 2016 contre le SC Heerenveen. Il entre en jeu à la place de Daley Sinkgraven et son équipe s'impose par un but à zéro.
Après la vente de Davinson Sánchez à Tottenham Hotspur en août 2017, de Ligt devient un titulaire et patron au sein de la défense de l'Ajax d'Amsterdam. Il est nommé le plus jeune capitaine de l'histoire de l'Ajax en mars 2018 après une blessure du capitaine Joël Veltman.
Le 16 décembre 2018, Matthijs de Ligt est élu Golden Boy 2018 par le journal italien Tuttosport, trophée qui récompense le meilleur jeune joueur européen de l'année.
En février 2019, il est le plus jeune capitaine de l'histoire des phases finales de la Ligue des champions lors du match aller des huitièmes de finale face au Real Madrid.
Selon son entraîneur Erik ten Hag, le défenseur néerlandais quittera son club en direction soit du FC Barcelone, soit du Bayern Munich.
Le 16 avril, lors du quart de finale retour de Ligue des champions face à la Juventus, il marque le but de la victoire pour envoyer l'Ajax Amsterdam en demi-finale.
En mai, il est dans l'équipe type des demi-finales de la Ligue des champions 2018-2019 avec Hakim Ziyech.

#### Juventus Turin

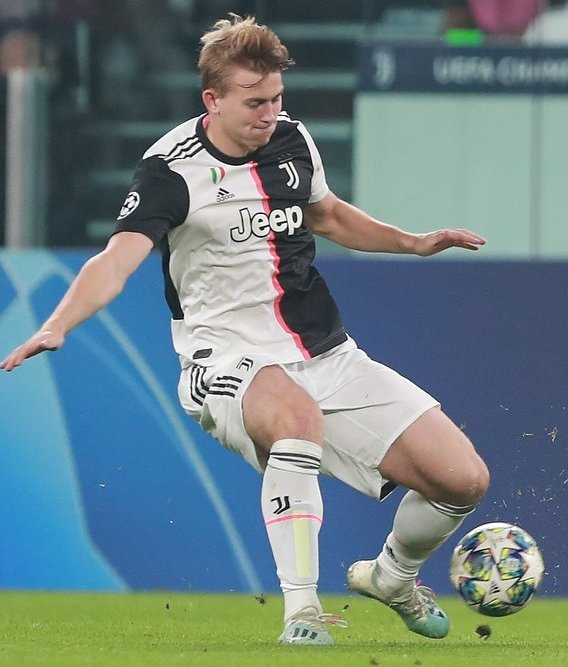
De Ligt en 2019.

#### Saison 2019-2020
Alors que de Ligt était courtisé par de nombreux clubs européens, il s'engage officiellement le 18 juillet 2019 avec la Juventus de Turin pour un contrat de cinq ans. Le montant du transfert est de 75 millions d'euros plus 10,5 millions de bonus. Il commence mal sa saison durant laquelle il est critiqué en raison de son transfert élevé mais aussi en provoquant de nombreux penaltys à la suite de fautes de main. Son mauvais début de saison s’expliquerait par une difficulté d'adaptation. Le 2 novembre 2019, il marque son premier but avec les Bianconeri contre le Torino FC (victoire 1-0) d'une superbe reprise de volée sur un centre de Gonzalo Higuaín et offre le derby de Turin à son équipe. Malgré une amélioration, il est victime d'une blessure en décembre qui offre du temps de jeu à Merih Demiral qui se montre performant et de Ligt est mis sur le banc à son profit. Demiral est blessé gravement en se faisant une déchirure des ligaments croisés qui permet à de Ligt de rejouer et de progresser. En raison de sa progression, il parvient à marquer son deuxième but, le 2 février 2020 contre l'ACF Fiorentina (victoire 3-0) de la tête sur un corner de Paulo Dybala dans le temps additionnel. Il est d'ailleurs élu homme du match durant cette rencontre. En août 2020, il se blesse à l'épaule, ce qui nécessite une opération et il est absent pour trois mois. En août 2020, il se blesse et ne joue pas le huitième de finale retour de Ligue des champions contre l'Olympique lyonnais synonyme d’élimination de la Juve en raison d'une blessure, cette blessure l’écarte des terrains pendant plusieurs mois.

#### Saison 2020-2021
Blessé à l'épaule, de Ligt manque le début de la saison et ne dispute aucun match avec la sélection néerlandaise durant l'année 2020. Il joue le premier match de la saison, le 21 novembre 2020 contre Cagliari (victoire 2-0). Malgré une deuxième élimination en huitième de finale de Ligue des champions face à l'Olympique Lyonnais et une qualification en Ligue des Champions glanée lors de la dernière journée de championnat grâce au match nul 1-1 réalisé par le SSC Naples face au club du Chievo Vérone , Matthijs de Ligt n'est pas considéré comme l'un des fautifs des mauvaises performances réalisées par l'ensemble de son équipe.

#### Bayern Munich
Le 19 juillet 2022, Matthijs de Ligt s'engage officiellement en faveur du Bayern Munich. Le défenseur central signe un contrat courant jusqu'en juin 2027, avec un transfert estimé à 80 millions d'euros.
Lors du premier match amical disputé avec le club bavarois le 23 juillet 2022, bien que non-officiel, Matthijs de Ligt arrive à marquer et satisfait déjà l'entraîneur bavarois Julian Nagelsmann, lequel décide de le sortir en cours de match en raison d'une grosse fatigue.
Il marque officiellement son premier but le 21 août 2022, à la 25e minute, face au VFL Bochum, dans un match nettement dominé 7-0 par le Bayern Munich. Aux côtés de joueurs comme Lucas Hernandez, Dayot Upamecano, Matthijs de Ligt devient un leader de la défense centrale du Bayern Munich, en Bundesliga comme en Europe.
Durant sa première saison en Ligue des Champions, le Bayern Munich n'a pas concédé le moindre but lors des trois premiers matchs qu'il a disputés en tant que titulaire. De plus, il est élu homme du match lors du match gagné 3-0 par le Bayern face au FC Barcelone.
Le 8 mars 2023 il a sauvé sur la ligne dans ce qui est considéré par beaucoup comme un miracle à la 38ème minute du match dans les huitièmes de finale retour de Ligue des champions entre le PSG et Bayern. Le 8 avril 2023, il se fait remarquer en inscrivant le but vainqueur de son équipe face au SC Fribourg. Titulaire, il permet à son équipe de s'imposer par un but à zéro.

### Manchester United
En août 2024, de Ligt signe pour Manchester United avec un contrat de cinq ans plus une année en option avec une indemnité versée au Bayern Munich de 50 millions d'euros,.
De Ligt marque son premier but pour Manchester United le 14 septembre 2024, lors d'une rencontre de Premier League face au Southampton FC. Titulaire, il ouvre le score et participe ainsi à la victoire de son équipe par trois buts à zéro,.

### Carrière internationale
Il est appelé à de nombreuses reprises dans les équipes de jeunes des Pays-Bas. Avec les moins de 17 ans, il participe au championnat d'Europe des moins de 17 ans en 2015 puis en 2016. Lors de l'édition 2015, il joue deux matchs. Lors de l'édition 2016, il dispute cinq matchs, en officiant comme capitaine. Les Pays-Bas sont battus en demi-finale par le Portugal.
De Ligt représente également les moins de 19 ans, jouant au total six matchs, tous en 2016. Il officie également comme capitaine de cette sélection à trois reprises.
Il est convoqué en équipe première pour affronter la Bulgarie après avoir débuté seulement deux fois en Eredivisie. Pour son premier match avec l'équipe nationale, il est remplacé par Wesley Hoedt à la mi-temps, étant fautif sur les deux buts encaissés. Ce match entre dans le cadre des éliminatoires du mondial 2018.
De Ligt est retenu dans la liste des 26 joueurs néerlandais par le sélectionneur Frank de Boer pour participer à l'Euro 2020. Le défenseur est forfait pour la première rencontre face à l'Ukraine, touché à l'aine. Il reprend ensuite sa place de titulaire, jouant trois matchs, dont le huitième de finale perdu face à la Tchéquie le 27 juin (0-2 score final). Il est expulsé lors de cette rencontre après un duel avec Patrik Schick où il touche le ballon volontairement de la main et s'estime responsable de l'élimination de son équipe.
Le 11 novembre 2022, il est sélectionné par Louis van Gaal pour participer à la Coupe du monde 2022.
Une blessure à un mollet le contraint à déclarer forfait pour la phase finale de la Ligue des nations 2022-2023. Il est remplacé par Daley Blind.
Le 29 mai 2024, il figure dans la liste des 26 joueurs néerlandais retenus par Ronald Koeman pour participer à l'Euro 2024.

## Style de jeu
De Ligt est considéré par les experts comme l'un des jeunes espoirs les plus prometteurs du football mondial, comme en témoigne sa victoire du Golden Boy en 2018, qui est décerné au joueur jeune le plus impressionnant du football européen,.
Ayant joué en tant que milieu de terrain offensif dans sa jeunesse, de Ligt est à la fois un défenseur central droitier physique et techniquement doué,, qui est réputé pour ses tacles propres, son anticipation, son marquage, sa taille, sa force, sa vitesse et sa précision de passe, ce qui lui permet de lancer des attaques depuis l'arrière. Sa taille lui permet d'être une menace majeure sur les coups de pied arrêtés, tandis que sa force fait qu'il est difficile de lui prendre le ballon, notamment dans les duels aériens,,,. Son style de jeu est souvent comparé à celui du défenseur du Barça Gerard Piqué, ; il a également été comparé à Jan Vertonghen, en raison de ses "avancées similaires, de sa propension à créer un homme supplémentaire au milieu de terrain et de son calme avec le ballon", et à son compatriote Ronald Koeman, grâce à sa "frappe puissante et à sa force physique."
Un profil de 2019 sur UEFA.com décrit de Ligt comme un "leader naturel [qui] est un défenseur central élégant et ambidextre. Dominant dans les airs, il est doté d'une force, d'une bonne distribution et d'une grande maîtrise, et est capable de partir de l'arrière grâce à sa confiance en possession, tandis que sa position intelligente lui permet de contrer les attaquants rapides. Avec sa capacité à lire le jeu, il pourrait même jouer au milieu de terrain. Son leadership le démarque également : il avait 18 ans lorsqu'il a été nommé capitaine de l'Ajax." La même année, Paul Wilkes de The Independent écrit que "la capacité de De Ligt à partir de l'arrière et à organiser ses coéquipiers sont des qualités précieuses à une époque où le manque de défenseurs de qualité a été mis en évidence."
L'ancien défenseur de Liverpool et de l'équipe nationale d'Angleterre Jamie Carragher a loué de Ligt pour ses "attributs physiques" et ses "qualités de leader". Carragher a également déclaré qu'il joue "comme s'il avait 24 ou 25 ans", ce qui indique une maturité et une force,,. De Ligt, ancien défenseur central des Pays-Bas, Jaap Stam, a déclaré : "Il a de la sérénité avec le ballon, il est tactiquement agressif, il comprend le jeu, il le lit bien et il a aussi cette force motrice en lui pour atteindre ses objectifs et aller de l'avant." À sa signature avec la Juventus, Marcello Lippi, l'un des anciens entraîneurs du club, a déclaré à propos des performances précoces du défenseur : "J'ai vu beaucoup de grands joueurs, comme Alessandro Nesta, Franco Baresi, Paolo Maldini, Ciro Ferrara, Fabio Cannavaro et Marco Materazzi. Je n'ai jamais vu quelqu'un comme lui à son âge."
En 2019, Giacomo Chiuchiolo décrit de Ligt comme un jeune défenseur "complet" et talentueux, affirmant qu'il n'est pas exceptionnellement rapide, mais qu'il possède une excellente position et une capacité à lire le jeu, parmi ses autres qualités techniques et physiques. Malgré son talent, il a parfois été critiqué dans les médias pour son manque de régularité en raison de son penchant pour les erreurs occasionnelles ou les lapsus. En octobre 2019, son coéquipier défensif à la Juventus, Leonardo Bonucci, a déclaré qu'il pense que de Ligt surmontera ces faiblesses avec le temps, en mûrissant et en acquérant plus d'expérience à mesure qu'il vieillit, et en s'adaptant avec succès à la nouvelle stratégie défensive de l'équipe sous la direction de l'entraîneur Maurizio Sarri, qui utilise un système de marquage zonal plutôt qu'un marquage homme à homme.

## Statistiques

### En club
| Saison                | Club                  | Championnat           | Championnat | Championnat | Coupe(s) nationale(s) | Coupe(s) nationale(s) | Supercoupe | Supercoupe | Compétition(s) continentale(s) | Compétition(s) continentale(s) | Compétition(s) continentale(s) | Total | Total |
| Saison                | Club                  | Division              | M.          | B.          | M.                    | B.                    | M.         | B.         | Comp.                          | M.                             | B.                             | M.    | B.    |
| 2016-2017             | Ajax Amsterdam        | Eredivisie            | 11          | 2           | 3                     | 1                     | -          | -          | C3                             | 9                              | 0                              | 23    | 3     |
| 2017-2018             | Ajax Amsterdam        | Eredivisie            | 33          | 3           | 2                     | 0                     | -          | -          | C1+C3                          | 2+2                            | 0+0                            | 39    | 3     |
| 2018-2019             | Ajax Amsterdam        | Eredivisie            | 33          | 3           | 5                     | 1                     | -          | -          | C1                             | 17                             | 3                              | 55    | 7     |
| Sous-total            | Sous-total            | Sous-total            | 77          | 8           | 10                    | 2                     | -          | -          | -                              | 30                             | 3                              | 117   | 13    |
| 2019-2020             | Juventus FC           | Serie A               | 29          | 4           | 4                     | 0                     | 0          | 0          | C1                             | 6                              | 0                              | 39    | 4     |
| 2020-2021             | Juventus FC           | Serie A               | 27          | 1           | 4                     | 0                     | -          | -          | C1                             | 5                              | 0                              | 36    | 1     |
| 2021-2022             | Juventus FC           | Serie A               | 31          | 3           | 4                     | 0                     | -          | -          | C1                             | 7                              | 0                              | 42    | 3     |
| Sous-total            | Sous-total            | Sous-total            | 87          | 8           | 12                    | 0                     | 0          | 0          | -                              | 18                             | 0                              | 117   | 8     |
| 2022-2023             | Bayern Munich         | Bundesliga            | 31          | 3           | 4                     | 0                     | 1          | 0          | C1                             | 7                              | 0                              | 43    | 3     |
| 2023-2024             | Bayern Munich         | Bundesliga            | 22          | 2           | 1                     | 0                     | 1          | 0          | C1                             | 6                              | 0                              | 30    | 2     |
| Sous-total            | Sous-total            | Sous-total            | 53          | 5           | 5                     | 0                     | 2          | 0          | -                              | 13                             | 0                              | 73    | 5     |
| 2024-2025             | Manchester United     | Premier League        | 29          | 2           | 4                     | 0                     | -          | -          | C3                             | 9                              | 0                              | 42    | 2     |
| 2025-2026             | Manchester United     | Premier League        | 1           | 0           | -                     | -                     | -          | -          | -                              | -                              | -                              | 1     | 0     |
| Sous-total            | Sous-total            | Sous-total            | 30          | 2           | 4                     | 0                     | -          | -          | -                              | 9                              | 0                              | 43    | 2     |
| Total sur la carrière | Total sur la carrière | Total sur la carrière | 247         | 23          | 31                    | 2                     | 2          | 0          | -                              | 70                             | 3                              | 350   | 28    |

### En sélection
| Années                | Sélection             | Phases finales         | Phases finales | Phases finales | Phases finales | Éliminatoires | Éliminatoires | Éliminatoires | Éliminatoires | Amicaux | Amicaux | Amicaux | Autres compétitions | Autres compétitions | Autres compétitions | Autres compétitions | Total | Total | Total |
| Années                | Sélection             | Comp.                  | M.             | B.             | P.d.           | Comp.         | M.            | B.            | P.d.          | M.      | B.      | P.d.    | Comp.               | M.                  | B.                  | P.d.                | M.    | B.    | P.d.  |
| --------------------- | --------------------- | ---------------------- | -------------- | -------------- | -------------- | ------------- | ------------- | ------------- | ------------- | ------- | ------- | ------- | ------------------- | ------------------- | ------------------- | ------------------- | ----- | ----- | ----- |
| 2017                  | Pays-Bas              | -                      | -              | -              | -              | CdM 2018      | 1             | 0             | 0             | 2       | 0       | 0       | -                   | -                   | -                   | -                   | 3     | 0     | 0     |
| 2018                  | Pays-Bas              | Coupe du monde 2018    | -              | -              | -              | -             | -             | -             | -             | 6       | 0       | 2       | LdN                 | 4                   | 0                   | 0                   | 10    | 0     | 2     |
| 2019                  | Pays-Bas              | Ligue des nations 2019 | 2              | 1              | 0              | Euro 2020     | 8             | 1             | 1             | -       | -       | -       | -                   | -                   | -                   | -                   | 10    | 2     | 1     |
| 2020                  | Pays-Bas              | -                      | -              | -              | -              | -             | -             | -             | -             | -       | -       | -       | LdN                 | -                   | -                   | -                   | 0     | 0     | 0     |
| 2021                  | Pays-Bas              | Euro 2020              | 3              | 0              | 0              | CdM 2022      | 6             | 0             | 0             | 1       | 0       | 0       | -                   | -                   | -                   | -                   | 10    | 0     | 0     |
| 2022                  | Pays-Bas              | Coupe du monde 2022    | 2              | 0              | 0              | -             | -             | -             | -             | 2       | 0       | 0       | LdN                 | 3                   | 0                   | 0                   | 7     | 0     | 0     |
| 2023                  | Pays-Bas              | -                      | -              | -              | -              | Euro 2024     | 3             | 0             | 0             | -       | -       | -       | -                   | -                   | -                   | -                   | 3     | 0     | 0     |
| 2024                  | Pays-Bas              | Euro 2024              | 0              | 0              | 0              | -             | -             | -             | -             | 2       | 0       | 0       | LdN                 | 4                   | 0                   | 0                   | 6     | 0     | 0     |
| 2025                  | Pays-Bas              | Ligue des nations 2025 | 1              | 0              | 0              | -             | -             | -             | -             | -       | -       | -       | -                   | -                   | -                   | -                   | 1     | 0     | 0     |
| Total sur la carrière | Total sur la carrière | Total sur la carrière  | 8              | 1              | 0              | -             | 18            | 1             | 1             | 13      | 0       | 2       | -                   | 11                  | 0                   | 0                   | 50    | 2     | 3     |

#### Matchs internationaux
Le tableau suivant liste les rencontres de l'équipe des Pays-Bas dans lesquelles Matthijs de Ligt a été sélectionné depuis le 25 mars 2017 jusqu'à présent :

#### Buts internationaux
| Buts internationaux de Benjamin Šeško | Buts internationaux de Benjamin Šeško | Buts internationaux de Benjamin Šeško | Buts internationaux de Benjamin Šeško | Buts internationaux de Benjamin Šeško | Buts internationaux de Benjamin Šeško | Buts internationaux de Benjamin Šeško | Buts internationaux de Benjamin Šeško | Buts internationaux de Benjamin Šeško |
| 0                                     | Date                                  | Lieu                                  | Compétition                           | Résultat                              | Adversaire                            | Détail                                | Détail                                | Sél.                                  |
| ------------------------------------- | ------------------------------------- | ------------------------------------- | ------------------------------------- | ------------------------------------- | ------------------------------------- | ------------------------------------- | ------------------------------------- | ------------------------------------- |
| 1er                                   | 24 mars 2019                          | Johan Cruyff ArenA, Amsterdam         | Éliminatoires Euro 2020               | 2 - 3                                 | Allemagne                             | 48e                                   | 1 - 2                                 | 15e                                   |
| 2e                                    | 6 juin 2019                           | Stade D.Afonso Henriques, Guimarães   | Ligue des nations 2018-2019           | 3 - 1                                 | Angleterre                            | 73e                                   | 1 - 1                                 | 16e                                   |

## Palmarès

### Palmarès en club
| Ajax Amsterdam (2) | Juventus FC (2) | Bayern Munich (2)                                                                                            | Manchester United (0)                    |
| --- | --- | --- | ---------------------------------------- |
| - Eredivisie (1) : - Champion en 2019 - Vice-Champion en 2017, 2018 - Coupe des Pays-Bas (1) : - Vainqueur en 2019 - Ligue Europa (0) : - Finaliste en 2017 | - Serie A (1) : - Champion en 2020 - Coupe d'Italie (1) : - Vainqueur en 2021 - Finaliste en 2020 et 2022 - Supercoupe d'Italie (0) : - Finaliste en 2020 | - Bundesliga (1) : - Champion en 2023 - Supercoupe d'Allemagne (1) : - Vainqueur en 2022 - Finaliste en 2023 | - Ligue Europa (0) : - Finaliste en 2025 |

### Palmarès en équipe nationale
| Pays-Bas (0)                                  |
| --------------------------------------------- |
| - Ligue des nations (0) : - Finaliste en 2019 |

### Distinctions personnelles
- Trophée Kopa en 2019
- Golden Boy en 2018
- Meilleur joueur de l'Eredivisie de la saison en 2019
- Membre de l'équipe type de l'année UEFA en 2019.
- Membre de l'équipe type de FIFA FIFPro World11 en 2019
- Membre de l'équipe type de la Ligue des champions de l'UEFA en 2019
- Membre de l'équipe type des Trophées The Best 2019